# Kranewo

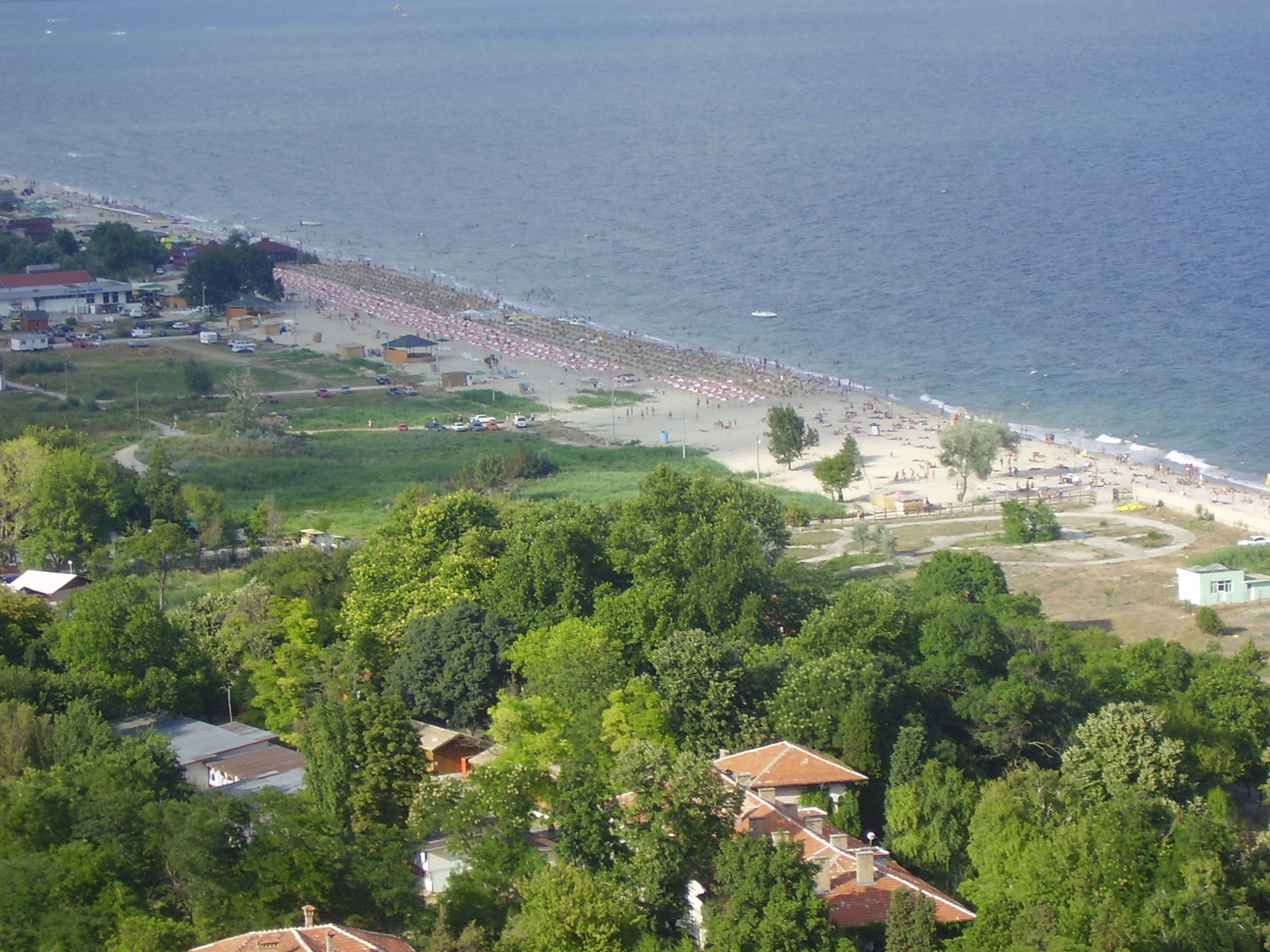
Blick von Südwesten auf den Strand von Kranewo

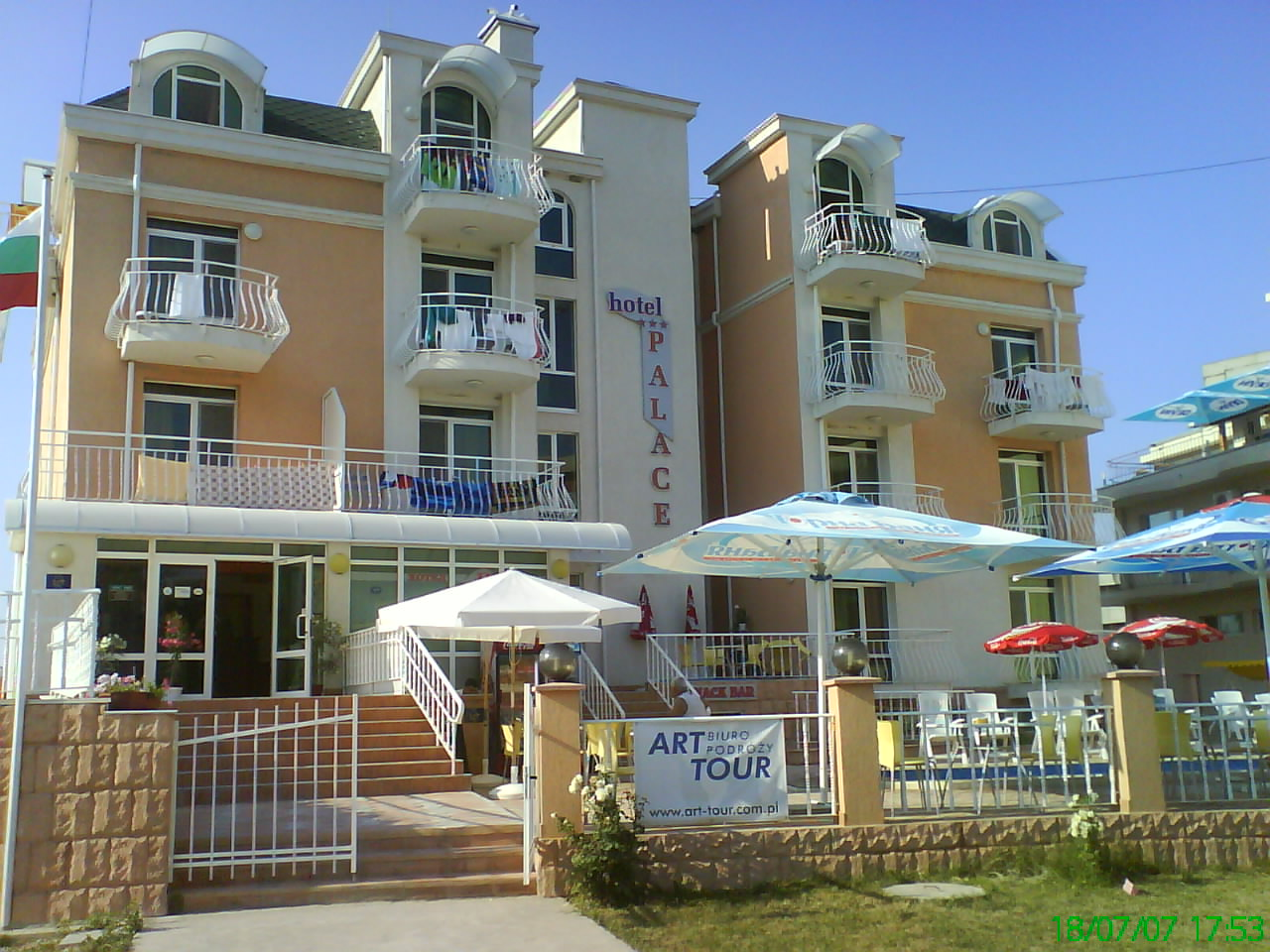
Eines der Hotels in Strandnähe

Kranewo (bulgarisch Кранево) ist ein zur Gemeinde Baltschik gehörender Ort am Schwarzen Meer in der Oblast Dobritsch (bulgarisch Област Добрич) im Nordosten von Bulgarien, etwa 25 km nordöstlich der Stadt Warna und 8 km von Slatni pjasazi (Goldstrand) entfernt. Nördlich des Ortes liegt das Seebad Albena.

## Geografische Lage
Der Ort liegt direkt am Schwarzen Meer in der hügeligen Region des waldreichen Bălțata-Gebirges. Der Meeresstrand ist an manchen Stellen bis zu 100 m breit und hat goldschimmernden, feinkörnigen Sand, auf den unter anderem auch der Name des südlich gelegenen Nachbarortes Goldstrand zurückgeht. Dieser Sand ist auf zermahlene Muscheln zurückzuführen. Südwestlich von Kranewo liegt der Naturpark Goldstrand.
Die Fläche der Gemeinde beträgt 16,5 km².
Die Gemeinde erstreckt sich auf einer Höhe von 0 bis 142 m.

## Bevölkerung
Im Jahre 2004 lebten in Kranewo 967 und im Jahre 2016 992 Einwohner.

## Ort
Kranewo verfügt nicht über eine Strandpromenade, sondern über mehrere zum Meer führende Straßen, an denen sich neben Wohn- und Wochenendhäusern Hotels, Supermärkte und Restaurants aneinanderreihen. Mit Ausnahme einer neuerbauten, kleinen orthodoxen Kapelle findet sich keinerlei nicht-touristische Bebauung in Kranewo.
Die Hauptsaison in Kranewo ist von Juni bis August und die Badesaison von Mitte Mai bis Mitte Oktober. Mittlerweile ist ein Luxushotel- und -apartmenthäuserkomplex mit Olympia-Bad und die Eishalle Black Sea Ice Arena entstanden oder im Bau.

## Geschichte
In der Zeit des Sozialismus war Kranewo international vor allem bekannt durch sein großes Pionierlager, das hier in den 1950er Jahren in den Sommermonaten eingerichtet worden war, in dem sich zahlreiche Kinder und Jugendlichen aus verschiedenen europäischen Staaten erholten. Auch heute noch nutzten Nachfolgeorganisationen Teile der früheren Pionierlagers für Erholungs- und Sportzwecke.

## Naturschutzgebiet Baltata
Nördlich von Kranewo liegt das Naturschutzgebiet Baltata. Es handelt sich um ein 204,7 ha großes Naturschutzgebiet in der hügeligen Region des waldreichen Bălțata-Gebirges an der Mündung des Batowska-Flusses in das Schwarze Meer.